# Callerebia chitralica
Callerebia chitralica är en fjärilsart som beskrevs av Evans 1923. Callerebia chitralica ingår i släktet Callerebia och familjen praktfjärilar. Inga underarter finns listade i Catalogue of Life.